# Zmijiv
Zmijiv (ukrainsk: Зміїв, russisk: Змиёв) er en by i Tjuhujiv rajon, Kharkiv oblast (provins) i Ukraine. Den er hjemsted for administrationen af Zmiiv urban hromada, en af hromadaerne i Ukraine.
Byen har en befolkning på omkring 14.071 (2021).

## Geografi
Zmiiv ligger ca. 40 km sydøst for oblastcentret Kharkiv, på den højre bred af floden Seversky Donets, ved sammenløbet med den højre biflod til Mzha. I byen er der en jernbanestation på Kharkiv-Horlivka jernbanelinjen og Dnipropetrovsk-Smiyiv jernbanelinjen ender her.

## Galleri
- Udsigt over Zmijiv
- gammel bygning
- Zmijiv central hospital
- Lokalhistorisk Museum i Zmijiv
- Treenighedskirken
- Zmiiv jernbanestation
- Installation: "I love Zmiiv"
- Bakker omkring byen